# Stigmella saginella
Stigmella saginella là một loài bướm đêm thuộc họ Nepticulidae. Nó được tìm thấy ở Ohio, New York, Virginia, Massachusetts, Illinois, Missouri, Pennsylvania, Kentucky, California, Ontario và Quebec.
Sải cánh dài 4-5.5 mm.

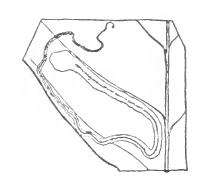
Mine

Ấu trùng ăn Quercus species, bao gồm Quercus prinus, Quercus platanoides và Quercus alba.Chúng ăn lá nơi chúng làm tổ.